# Repère (index)
Pour les articles homonymes, voir Repère.
Repère est un index d'articles de périodiques de langue française produit par Services documentaires multimédias inc. (SDM inc.), en collaboration avec Bibliothèque et Archives nationales du Québec (BAnQ). La base de données est disponible sur le web par le biais d'un abonnement. Elle peut aussi être consultée gratuitement dans la plupart des bibliothèques du Québec.
Les articles indexés dans Repère proviennent de revues de langue française, parfois bilingues, éditées au Québec, ailleurs au Canada, en France, en Belgique et en Suisse. L'information recensée dans Repère depuis 1980 couvre tous les domaines et provient de magazines d'intérêt général, de revues spécialisées ou professionnelles. Son contenu peut être utile tant aux étudiants et aux professeurs de tous les niveaux académiques, qu'aux chercheurs de diverses disciplines ou au grand public en général.
En février 2024, la base de données comptait 688 452 références et les liens vers plus de 190 700 articles en texte intégral.
Une édition papier, publiée six fois par année, était également disponible jusqu'en 2012. Cette édition comptait 245 périodiques en 2011.

## Histoire
L'index Point de Repère a été créé en 1984 à la suite de la fusion des index québécois RADAR, édité par le Ministère des Affaires culturelles du Québec et la Bibliothèque nationale du Québec, et Périodex, réalisé alors par la Centrale des bibliothèques (Montréal), devenue ensuite Services documentaires multimédias inc. (SDM inc.).
L'année 1993 marque le début de la diffusion des articles en texte intégral offerts gratuitement aux utilisateurs de la base de données. 
En 1994, Point de Repère devient Repère.
Au fil des ans, Repère a connu plusieurs formats de diffusion : d'un index imprimé au départ, il a ensuite été offert sur microfiches, par accès télématique, sur CD-ROM (1992-2005) et finalement sur Internet, depuis 1998.